# کانتا اوسوی
کانتا اوسوی (انگلیسی: Kanta Usui؛ زادهٔ ۹ اکتبر ۱۹۹۹) بازیکن فوتبال اهل ژاپن است.
از باشگاه‌هایی که در آن بازی کرده‌است می‌توان به باشگاه فوتبال گامبا اوساکا اشاره کرد.